# Джордж Наптон
Джордж Наптон (1698—1778) — англійський портретист, перший портретист Товариства дилетантів у 1740 роках. З 1768-75 роки був інспектором і хранителем картин короля.